# Grande Prêmio dos Estados Unidos de 1961
Resultados do Grande Prêmio dos Estados Unidos de Fórmula 1 realizado em Watkins Glen em 8 de outubro de 1961. Oitava e última prova do campeonato, nele o britânico Innes Ireland, da Lotus-Climax, conseguiu a única vitória de sua carreira.

## Classificação da prova
| Pos. | Nº | Piloto                           | Construtor    | Voltas | Tempo/Diferença          | Grid | Pontos |
| ---- | -- | -------------------------------- | ------------- | ------ | ------------------------ | ---- | ------ |
| 1    | 15 | Innes Ireland                    | Lotus-Climax  | 100    | 2:13:45.8                | 8    | 9      |
| 2    | 12 | Dan Gurney                       | Porsche       | 100    | + 4.3                    | 7    | 6      |
| 3    | 5  | Tony Brooks                      | BRM-Climax    | 100    | + 49.0                   | 5    | 4      |
| 4    | 2  | Bruce McLaren                    | Cooper-Climax | 100    | + 58.0                   | 4    | 3      |
| 5    | 4  | Graham Hill                      | BRM-Climax    | 99     | + 1 volta                | 2    | 2      |
| 6    | 11 | Jo Bonnier                       | Porsche       | 98     | + 2 voltas               | 10   | 1      |
| 7    | 14 | Jim Clark                        | Lotus-Climax  | 96     | + 4 voltas               | 6    |        |
| 8    | 6  | Roger Penske                     | Cooper-Climax | 96     | + 4 voltas               | 16   |        |
| 9    | 16 | Peter Ryan                       | Lotus-Climax  | 96     | + 4 voltas               | 13   |        |
| 10   | 3  | Hap Sharp                        | Cooper-Climax | 93     | + 7 voltas               | 17   |        |
| 11   | 21 | Olivier Gendebien Masten Gregory | Lotus-Climax  | 92     | + 8 voltas               | 15   |        |
| Ret  | 19 | Roy Salvadori                    | Cooper-Climax | 96     | Motor                    | 12   |        |
| Ret  | 17 | Jim Hall                         | Lotus-Climax  | 76     | Vazamento de combustível | 18   |        |
| Ret  | 26 | Lloyd Ruby                       | Lotus-Climax  | 76     | Magneto                  | 19   |        |
| Ret  | 7  | Stirling Moss                    | Lotus-Climax  | 58     | Motor                    | 3    |        |
| Ret  | 1  | Jack Brabham                     | Cooper-Climax | 57     | Superaquecimento         | 1    |        |
| Ret  | 22 | Masten Gregory                   | Lotus-Climax  | 23     | Câmbio                   | 11   |        |
| Ret  | 60 | Walt Hansgen                     | Cooper-Climax | 14     | Acidente                 | 14   |        |
| Ret  | 18 | John Surtees                     | Cooper-Climax | 0      | Motor                    | 9    |        |
| WD   | 23 | Ken Miles                        | Lotus-Climax  |        |                          |      |        |

## Tabela do campeonato após a corrida
|        | Pos. | Piloto             | Pontos  |
| ------ | ---- | ------------------ | ------- |
|        | 1    | Phil Hill          | 34 (38) |
|        | 2    | Wolfgang von Trips | 33      |
|        | 3    | Stirling Moss      | 21      |
| 1      | 4    | Dan Gurney         | 21      |
| 1      | 5    | Richie Ginther     | 16      |
| Fonte: |      |                    |         |

|        | Pos. | Construtor    | Pontos  |
| ------ | ---- | ------------- | ------- |
|        | 1    | Ferrari       | 40 (52) |
|        | 2    | Lotus-Climax  | 32      |
|        | 3    | Porsche       | 22 (23) |
|        | 4    | Cooper-Climax | 14 (18) |
|        | 5    | BRM-Climax    | 7       |
| Fonte: |      |               |         |

- Nota: Somente as primeiras cinco posições estão listadas. Em 1961 apenas os cinco melhores resultados, dentre pilotos ou equipes, eram computados visando o título. Neste ponto esclarecemos: conforme o site oficial da Fórmula 1, o vencedor dentre os pilotos recebia nove pontos, mas na seara dos construtores tal escore era de oito pontos e na tabela figurava somente o melhor colocado dentre os carros de um time.